# Forța Civică
Forța Civică a fost un partid de orientare creștin-democrată de centru-dreapta din România. Președintele acestui partid a fost Mihai Răzvan Ungureanu, care a fost unul din cei patru parlamentari ai partidului, aleși în 2012 în Parlamentul României, la alegerile legislative în care au candidat împreună cu PDL și PNȚCD sub titulatura Alianța România Dreaptă. În vara anului 2014, Forța Civică a fuzionat prin absorbție cu PDL.

## Istorie

### Origini
PFC a fost fondat în 2004 de către Viorel Lis, sub numele de Partidul Creștin.

### Sub Adrian Iurașcu
În 2007 președinte a devenit Adrian Iurașcu, iar în 2008 partidul și-a luat denumirea actuală, și a ales o nouă siglă. În 2009, Forța Civică a candidat la Parlamentul European, dar nu a reușit să intre în legislativul UE.
În 2012, s-au înscris în partid o serie de membrii de la PSD, PNL și PDL, precum și fostul prim-ministru Mihai Răzvan Ungureanu și colegii săi din Inițiativa Civică de Centru-Dreapta. Noii "imigranți" au reușit să ia majoritatea în partid.

### O viață de partid nouă
La data de 7 septembrie 2012, în urma unui congres, Ungureanu este ales președintele partidului, iar unii foști miniștri din partea PSD și PNL, precum ex-deputați din partea PDL reușesc să intre în noua conducere. Tot la congres se aleg noul statut, simbolul electoral și culorile sub care partidul se prezintă la alegeri. Noua conducere aspiră la aderarea la PPE.
Partidul a început să crească și a deschis filiale noi, ca cele de la Constanța, Slobozia, Timișoara, Arad, Satu Mare. Ungureanu a încheiat cu Vasile Blaga, liderul Partidului Democrat Liberal și cu Aurelian Pavelescu, președintele Partidului Național Țărănesc Creștin Democrat o alianță electorală denumită Alianța România Dreaptă. În cadrul alianței, Forța Civică a obținut la alegerile din 2012, patru locuri în parlament — unul în Senat (Mihai Răzvan Ungureanu) și trei în Camera Deputaților (Dănuț Culețu, Dan Cristian Popescu și Cristian Constantin Roman).

### Refacerea Alianței D.A
La data de 16 martie 2013, PNȚCD și Forța Civică au semnat acordul pentru reconstituirea Alianței D.A. La 29 mai 2013, Tribunalul București a respins înscrierea alianței în Registrul Partidelor Politice. Președintele Forței Civice, Mihai Răzvan Ungureanu a declarat că alianța va funcționa fără acte.

### Fuziunea cu PDL
Pe 16 iulie 2014, Partidul Forța Civică a decis că va fuziona prin absorbție cu PDL.
Președintele Forței Civice, Mihai Răzvan Ungureanu, va ocupa funcția de prim-vicepreședinte al PDL, în timp ce alți cinci oameni din echipa sa vor primi posturi de vicepreședinți.

## Ideologie
Forța Civică a fost un partid creștin-democrat, cu orientare de centru-dreapta. Forța Civică a avut la bază principiile de respectare a legii și ordinii în România, a democrației și a cetățenilor PFC a sprijinit integrarea României in sistemul instituțiilor europene, dezvoltarea economiei de piață și respectarea drepturilor omului. FC este adepta liberalismului economic și a dreptății sociale. În programul PFC se arăta necesitatea reformării clasei politice, prin participarea activă a tineretului profesional în viața politică, precum și promovarea măsurilor juridice, instituționale și materiale necesare pentru consolidarea statului de drept. Partidul a mai sprijinit aparărea proprietății materiale și intelectuale ca și dezvoltarea învațământului și cercetari.

## Structură
Ultimul statut a fost stabilit la 7 septembrie. Forța Civică a fost condus de un președinte, un prim vice-președinte și un secretar-general. Forța Civică a avut o Liga a aleșilor locali (în care erau prezenți toți candidații partidului care au fost aleși) și o Liga a parlamentarilor, unde se prezintau doar cei care au obținut un mandat la alegerile parlamentare. Forța Civică a fost împărțită în 6 organizații: tineretul, organizația de femei, cea a seniorilor, a oamenilor de afaceri, a persoanelor cu dizabilități si liga minorităților naționale. Partidul a avut următoarele niveluri de organizare: structura locală, județeană și națională.

## Conducere
- Mihai Răzvan Ungureanu - președinte
- Adrian Iurașcu - prim vice-președinte
- Ștefan Pirpiliu - secretar-general
- Gheorghe Moisescu, Valentin Șuva - secretari-generali adjuncti
- Despina Munteanu, Denis Soare - secretari executivi
- Ion Bazac, Dan Cristian Popescu, Marian Saniuță, Gabriel Biriș, Danuț Liga, Teodor Marieș, Adrian Semcu, Florin Bolchiș, Radu Botezatu, Sergiu Fendrihan, Daniel Ionașcu, Ioan Mircea Hâncu, Smaranda Vornicu, Teodor Mărieș, Cristian Constantin Roman  - vice-președinți
- Sorin Pârcălabu - trezorier